# TGV La Poste

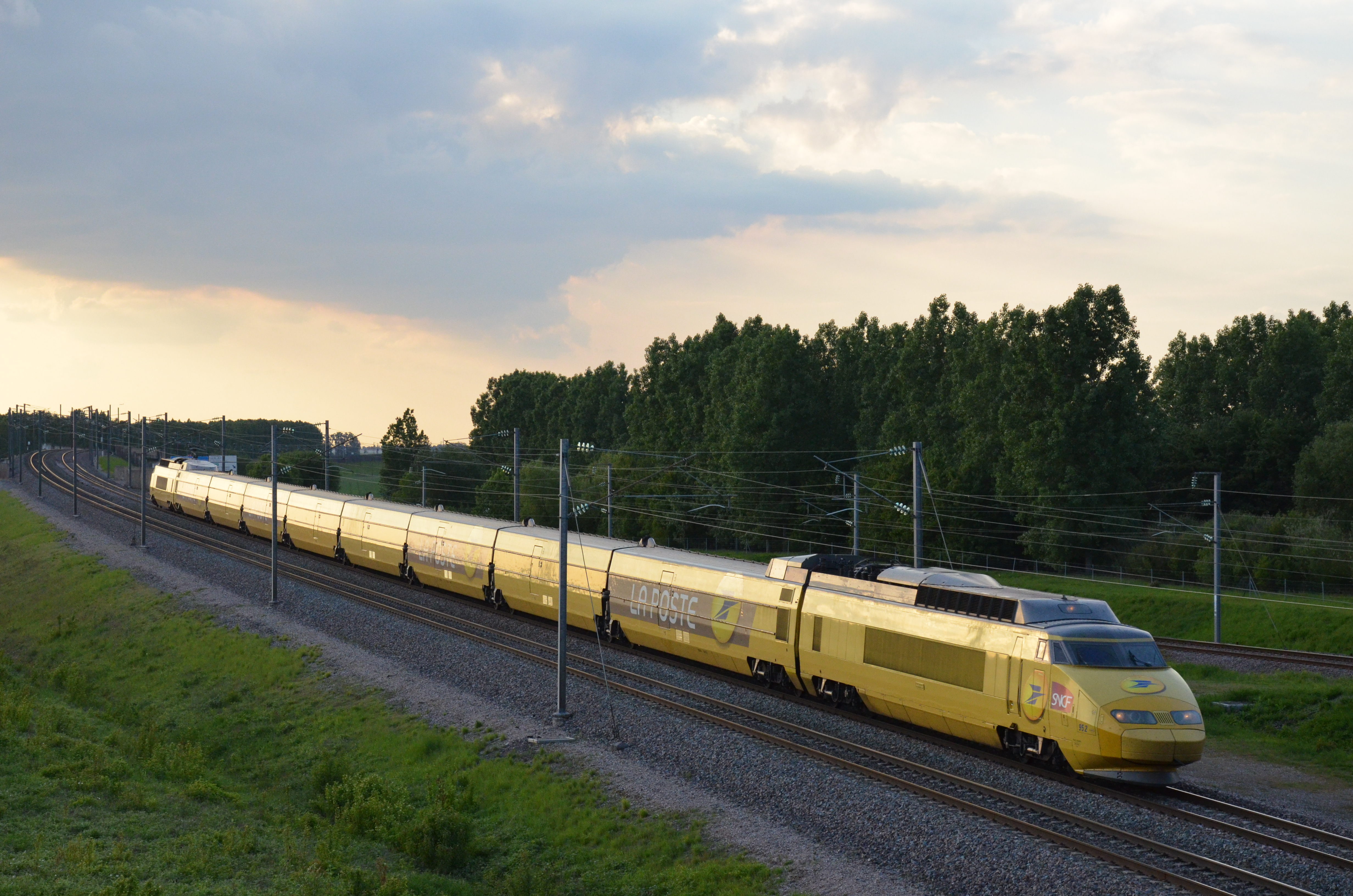
TGV La Poste

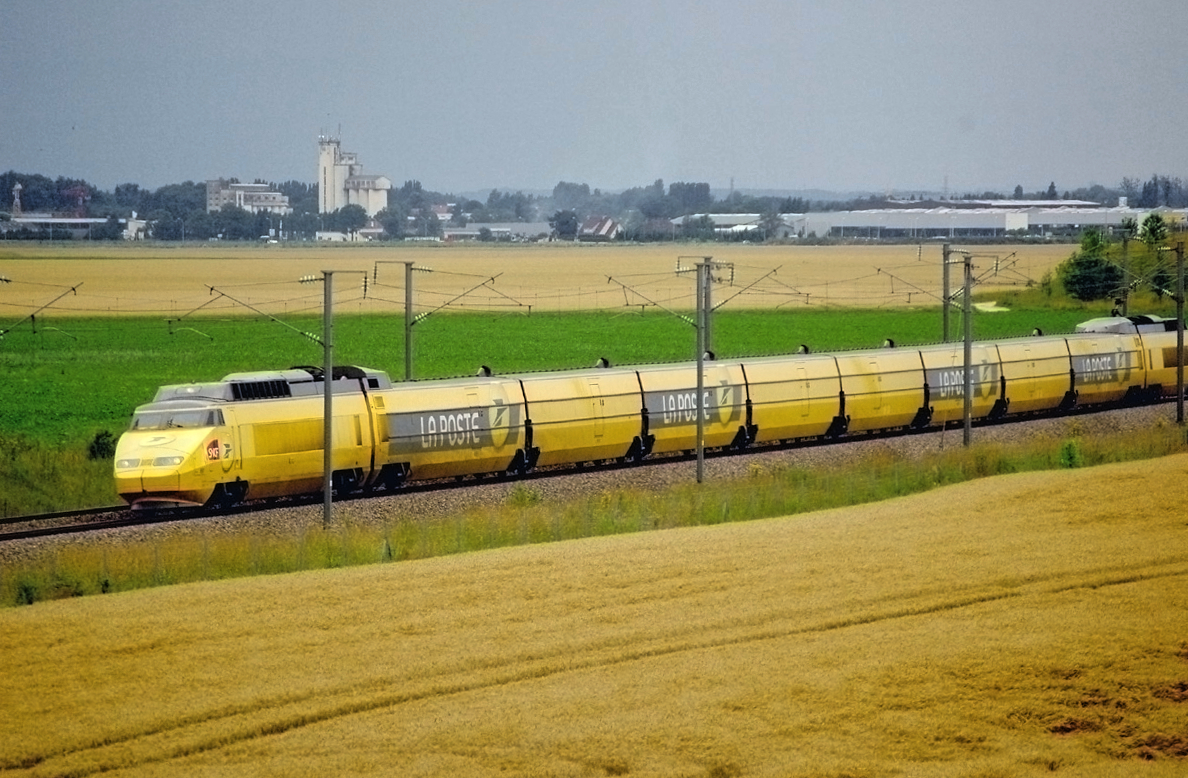
TGV La Poste

TGV La Poste je francouzský vysokorychlostní vlak řady TGV, který byl zkonstruován pro rychlé převážení poštovních zásilek francouzské státní pošty La Poste. Uveden do provozu byl v roce 1983 a jeho výrobcem je firma Alstom. Maximální rychlost je 270 km/h.
V polovině roku 2015 La Poste ukončila provoz TGV La Poste s přesunutím poštovních služeb na dopravu využívající výměnné nástavby . Poslední jízda byla 27. června 2015 mezi Cavaillon (Marseille) a Charolais (Paříž).
- série: TGV La Poste (TGV 923000 dvousystémová)
- výrobce: Alstom
- označení: 901-907 TGV 923001-923007
- délka: 190 m
- složení: 10 vozů(M+8R+M)
- pohonná jednotka: 12 motorů TAB 676 C1 (1,5 KV ss)
- napájení: 1,5 kV stejnosměrné napětí, 25 kV střídavé napětí
- výkon: 3100 kW (při napětí 1,5 kV), 6450 kW (při napětí 25 kV)
- max. rychlost: 270 km/h
- počet: vyrobeno bylo 5 půlvlaků (1 motorový + 4 vložené vozy), z nich byly sestaveny dvě kompletní poštovní TGV a jeden půlvlak zůstal jako náhradní.
- Později bylo na poštovní verzi upraveno jedno starší PSE z první generace TGV.